# Estilo Tudor

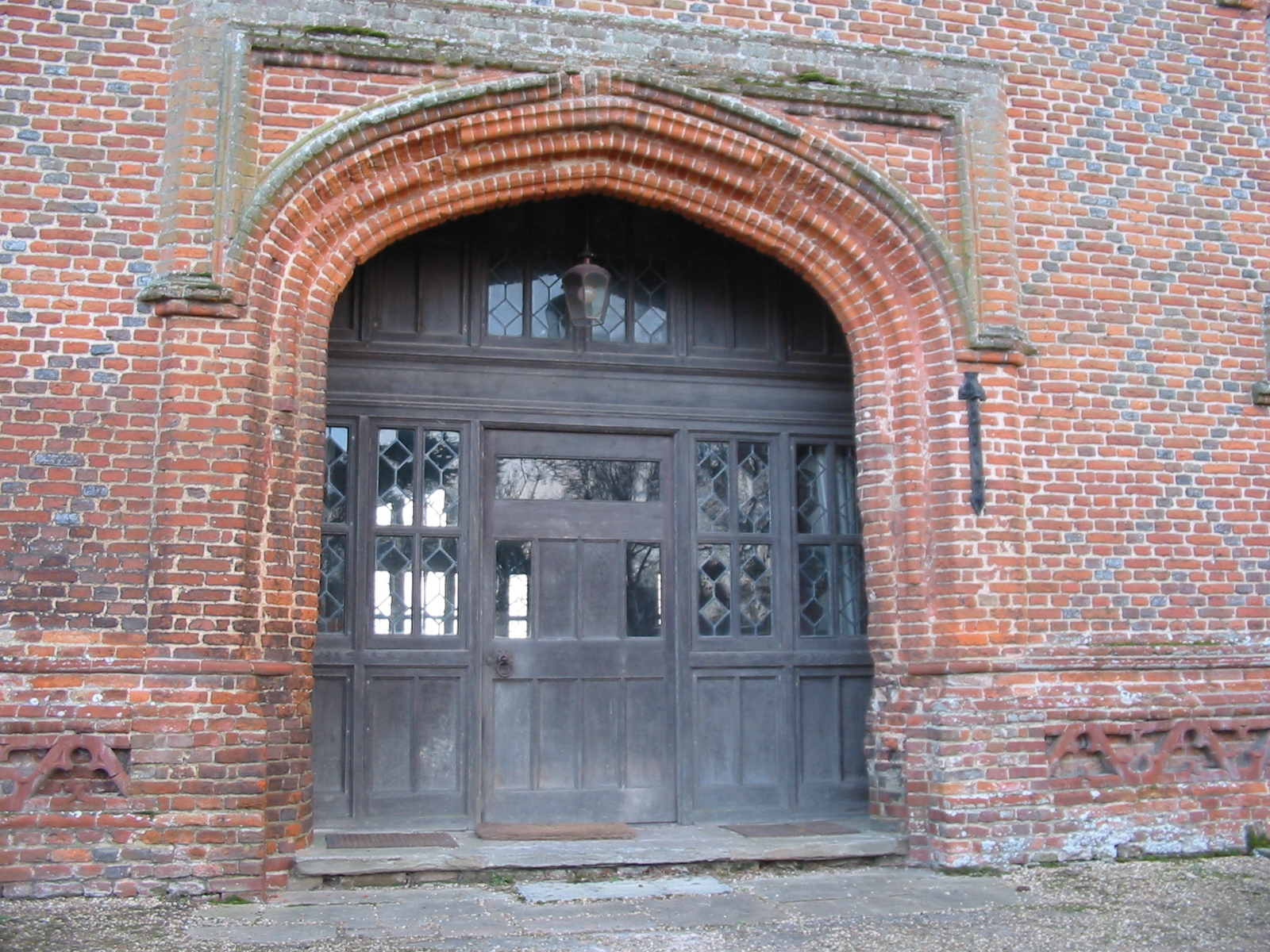
Puerta de entrada a la Layer Marney Tower, que muestra el distintivo arco bajo Tudor y los patrones en el ladrillo.

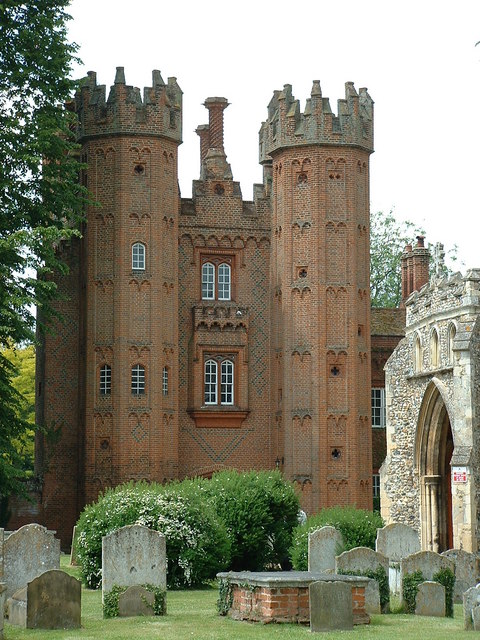
La Torre del Decanato en Hadleigh, Suffolk, principios de Enrique VIII

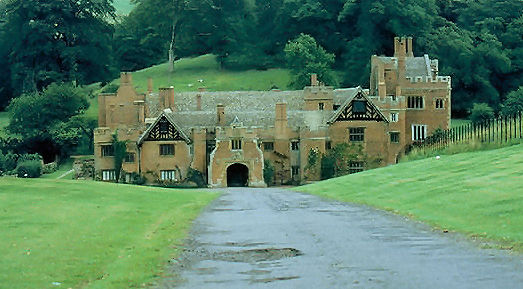
Compton Wynyates, comenzado en 1491, al comienzo del período. Determinadamente asimétrico y bajo en el paisaje.

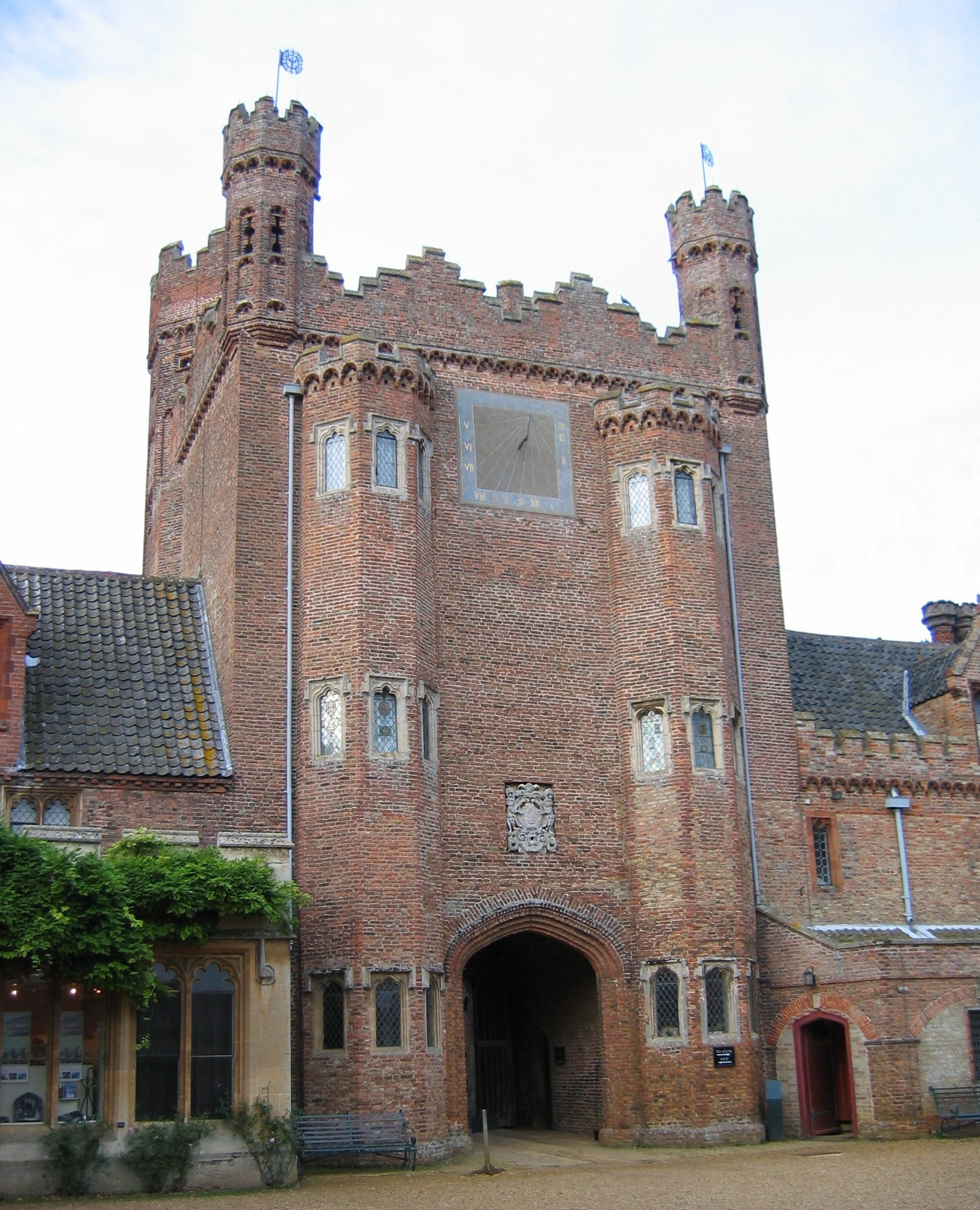
Puerta de Oxburgh Hall en Oxborough

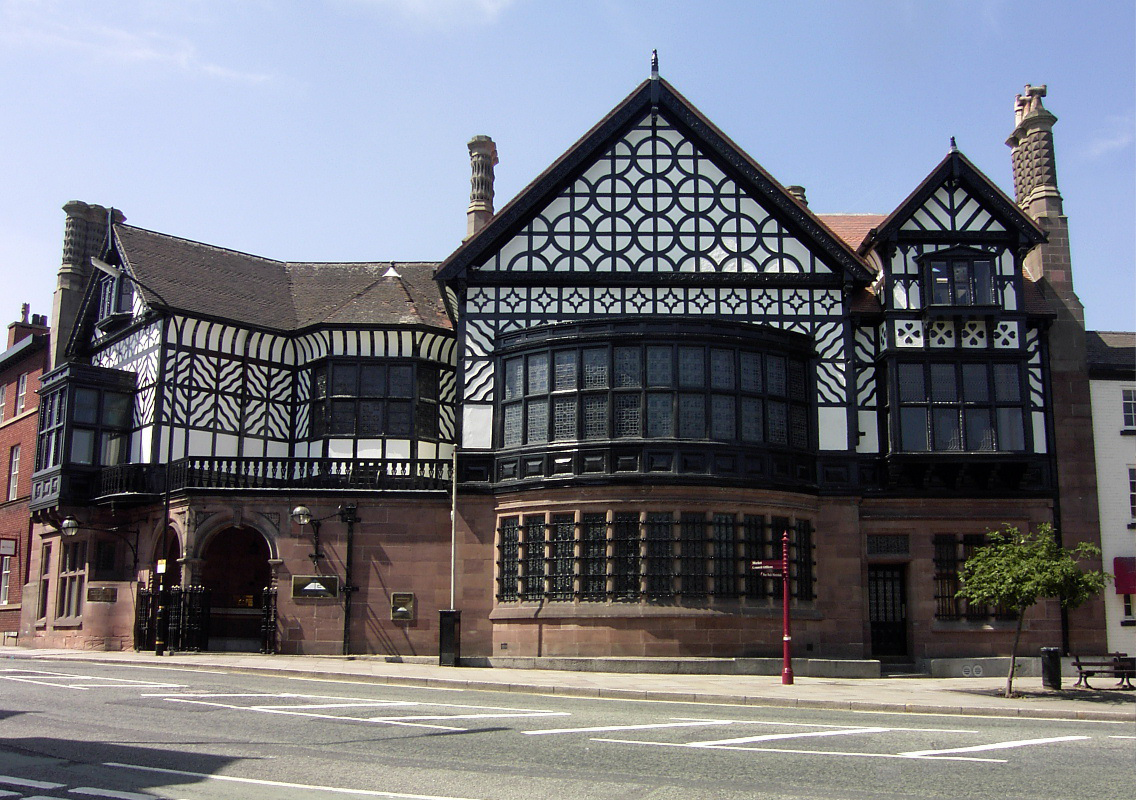
Antiguo mercado de Altrincham

El estilo Tudor es un estilo arquitectónico que corresponde con el desarrollo final de la arquitectura medieval en Inglaterra, durante el período Tudor (gobierno de la dinastía Tudor, 1485-1603) e incluso más allá, y también la tentativa de introducción de la arquitectura renacentista en Inglaterra. Generalmente no se usa para referirse a todo el período, sino al estilo utilizado en edificios de cierto prestigio en el tiempo que va aproximadamente de 1500 a 1560. Siguió al estilo perpendicular, gótico tardío, y fue reemplazado por la arquitectura isabelina de alrededor de 1560 en la construcción doméstica con alguna pretensión de «estar a la moda». En los estilos de arquitectura vernácula, mucho más estables, «Tudor» se ha convertido en una designación para estilos como los de half-timbering (entramado de madera) que caracterizan a los pocos edificios que sobreviven de antes de 1485 y otros del período Estuardo. De esta forma, el estilo Tudor retuvo durante mucho tiempo su dominio del gusto inglés.  Sin embargo, «Tudor» es una designación incómoda, con sus sugerencias implícitas de continuidad durante toda la dinastía Tudor y la impresión engañosa de que hubo un cambio de estilo en el ascenso de Jacobo VI en 1603.
Entre sus características principales se encuentra el arco bajo Tudor, un arco de cuatro centros y las ventanas oriel, siendo algunas de las  más notables hechas en este período. Las molduras son más frecuentes y el follaje se vuelve más naturalista. Durante los reinados de Enrique VIII y de Eduardo VI, muchos artistas italianos llegaron a Inglaterra; sus características decorativas se pueden ver en el palacio de Hampton Court, en la Layer Marney Tower, Sutton Place, y en otros lugares. Sin embargo, en el siguiente reinado de Isabel I, la influencia del manierismo del norte, derivado principalmente de los libros, fue mayor. Los cortesanos y otros isabelinos adinerados compitieron para construir casas prodigiosas que proclamaban su estatus.
La disolución de los monasterios redistribuyó grandes cantidades de tierras entre los ricos, lo que resultó en un auge de la construcción secular, así como en una fuente de piedra de construcción. La erección de nuevas iglesias ya se había ralentizado un poco antes de la Reforma inglesa, después de un gran auge en el siglo anterior, pero la Reforma la detuvo casi por completo. Los edificios cívicos y universitarios se hicieron cada vez más numerosos en el período, en el que se experimentó una creciente prosperidad general. El ladrillo era una especie de rareza exótica y costosa al comienzo del período, pero durante él su uso fue muy amplio en muchas partes de Inglaterra, incluso en edificios modestos, restringiendo gradualmente los métodos tradicionales —como el enmarcado de madera daub and wattle ('barro y zarza', una especie de bahareque) y el half-timbering, (entramado de madera)— a la arquitectura doméstica de las clases bajas del final del período.
Escocia fue un país diferente durante todo el período, y no está cubierto aquí, pero la arquitectura del Renacimiento temprano en Escocia estuvo influida por los contactos cercanos entre las cortes francesa y escocesa, y hay una serie de edificios de antes de 1560 —como el  King's College, Aberdeen— que muestran una adopción más completa de estilos renacentistas continentales que sus equivalentes ingleses.
Los principales ejemplos de arquitectura religiosa son:
- Capilla de Enrique VII de la abadía de Westminster (1503-1509);
- las plantas finales de la King's College Chapel, Cambridge (1446-1515);
- Capilla de San Jorge en el castillo de Windsor (1475-1528);
- la capilla del palacio de Hampton Court;

y de arquitectura civil y doméstica:
- La vieja escuela de Oxford.
- Eltham Palace, Kent
- Oxburgh Hall, Norfolk
- Owlpen Manor, Gloucestershire
- Layer Marney Tower, Essex
- East Barsham Manor, Norfolk
- Fords Hospital, Coventry.
- Compton Wynyates
- Hampton Court
- Montacute House (Tudor tardío)
- Wollaton Hall, Nottinghamshire (Tudor tardío)
- Old Market Hall, Shrewsbury
- Hunsdon House, Hertfordshire

## La arquitectura palatina Tudor
Son muchos los palacios que durante la primera mitad del siglo XVI fueron construidos, especialmente por Enrique VIII. Bajo el reinado de su padre Enrique VII comenzó la configuración del propio estilo Tudor. Previamente a 1485, la nobleza terrateniente vivía en grandes caseríos o en castillos rurales en sus dominios y la relevancia de la arquitectura militar pervivió tras la Guerra de las Dos Rosas y durante todo el siglo XVI debido al temor de otras posibles guerras civiles. Muchas construcciones fueron ampliadas con fosos, rastrillos, torreones, etc. La Guerra de las Dos Rosas había dejado bajo mínimos el tesoro real y, por ello, las primeras medidas tras la llegada de Enrique VII fueron en pos de reajustar la Hacienda, confiada a su consejero John Morton, arzobispo de Canterbury. Su gobierno destacó en todos los ámbitos por el objetivo de reforzar su legitimidad como rey de Inglaterra, centralizando la política en la ciudad de Londres y gravando con impuestos a la alta nobleza. La reforma del gobierno, el aumento en inversiones económicas, el fomento del comercio, que favoreció la formación de una burguesía frente a los últimos restos de feudalismo, y un moderno Échiquier conllevaron un posterior periodo de bonanza económica en el reino.
Existían, además de Westminster, toda una red de residencias reales, desde potentes castillos en Pontefract, Kenilworth o Dover hasta elegantes palacios a orillas del Támesis como Sehen o Greenwich. Enrique favoreció especialmente estos dos sitios, ambos en direcciones opuestas del río. En Greenwich Palace nacieron su hijo Enrique VIII y, más adelante, sus nietas María e Isabel. Fue ampliado con un gran patio, una fachada principal que daba directamente hacia el río y una torre de cinco pisos coronada por torrecillas con cúpulas de cebolla. Junto a ella estaba la cámara privada del rey, a su derecha la cocina y la cámara de presencia y a su izquierda la capilla. En las habitaciones construidas en el frente oeste, que al parecer eran para la reina, había una amplia galería de ladrillos con una serie de ventanales y chimeneas, todo diseñado para aprovechar las vistas de Londres. Esta fue una de las primeras veces que se usó este tipo de ventanales en una larga galería no diseñada para comunicar espacios sino para deleitarse en la contemplación. El autor de todo el proyecto fue Robert Vertue, un albañil que había trabajado en la abadía de Westminster. Lamentablemente, no se tiene mucha más información sobre el diseño exterior o la configuración interior de las estancias. Fue demolido por orden de Carlos II, reconstruido en 1694 como hospital por Christopher Wren y, actualmente, es la sede de la Universidad de Greenwich. Se han realizado importantes trabajos arqueológicos, a partir de 1971, que demuestran el uso de ladrillo, arcilla y granito en los cimientos y materiales, aunque la erosión está provocando la pérdida de ellos por su cercanía a la orilla del Támesis.
Por otro lado, Shene Palace, palacio real desde Eduardo II, devino en una de las residencias más importantes tras el establecimiento de la corte. La construcción, en gran parte de madera, contaba con una serie de claustros, un gran salón y los aposentos reales frente al río. Se quemó en 1497 y fue reconstruido por Enrique VII con el nombre de Richmond Palace, en honor al título de su padre, conde de Richmond. Aunque no sobrevivió a la Guerra Civil inglesa, todavía quedan fragmentos a lo largo de la orilla del Támesis, al igual que el Richmond Park, originalmente una reserva de caza real. Los dibujos, las descripciones del palacio, la documentación y las excavaciones a partir de 1970 ofrecen una idea bastante precisa de cuáles fueron las características del edificio. Con un nuevo gran salón de piedra, al que se accedía por una escalera ceremonial y cuyo artesonado era obra del carpintero real, Thomas Banks. El ladrillo fue reservado para la construcción de los patios exteriores y las áreas de servicio, aunque fue el último edificio real que se mostró tan tímido ante la exhibición exterior de ladrillos.
En el lado sur, el gran salón y la capilla conectaban por una galería y un puente sobre el foso, que proporcionaban acceso a los alojamientos de la familia real. Las habitaciones eran pequeñas, pero se estableció un lugar para la guardia y, junto a esta, la Cámara del Consejo, la de Bienes y la Cámara Privada con el baño, los aposentos reales y un gabinete. La Corte transitaba, así, de la zona pública hacia la privada a través de una sola puerta y cada habitación ocupaba una posición jerárquica cuya decoración era apropiada a ella. Desde la Edad Media, los palacios se dividían en dos espacios, uno dedicado al rey y otro a la reina, y estaban unidos verticalmente por una escalera. Algunas de las más importantes innovaciones ya se encontrarían en este diseño, como las grandes galerías y las ventanas con paneles. Richmond Palace acabó por convertirse, no solo en el primer palacio Tudor de Inglaterra sino en un símbolo del reinado de Enrique VII.
Aunque Enrique VIII fue un rey preocupado por la arquitectura, su interés en ella llegó por su fascinación por la guerra. Realizó diseños específicos para la fortificación de Calais, en 1532, siendo la primera de las muchas participaciones en diseños de fortalezas y castillos. En el inventario de las posesiones del rey había una gran cantidad de dibujos y planos. Para ello se sirvió de toda una serie de nuevas instituciones con un importante peso en la arquitectura inglesa posterior, como es el caso de la oficina de King’s Works u Office of Works, con la que reclutó a los mejores artífices y los dedicó a las obras de la Corona. Bajo Enrique VIII su oficina central estuvo en Westminster junto a otras temporales para cada una de las empresas de construcción, numerosas a partir de 1528. Cada oficina tenía a su cabeza un topógrafo que, junto con el supervisor, dirigían a los proveedores, albañiles, carpinteros y resto de subordinados. En 1533, como reflejo del aumento en el estatus de los oficiales de las obras del rey y el interés que él tenía en la construcción, a los arquitectos y administradores clave se les entregaron ricas capas rojas bordadas con sus iniciales, “H. R.” . En particular, el cargo de Deviser of Buildings ha sido objeto de especulación ya que solo se conoce a un titular, John de Padua, al que se le otorga el lugar en 1543 y se le describe como architectus, pero desaparece en 1557 sin sucesión. Lo que realmente realizó es desconocido, al igual que la mayoría de los extranjeros en la corte. Parece ser que  Enrique VIII fue propenso a mantener el talento extranjero, pero no a pleno empleo, y la mayoría de sus oficiales continuaron siendo ingleses, como John Molton, Christopher Dickinson o los maestros carpinteros John Russell y William Clement.

## El palacio de Whitehall

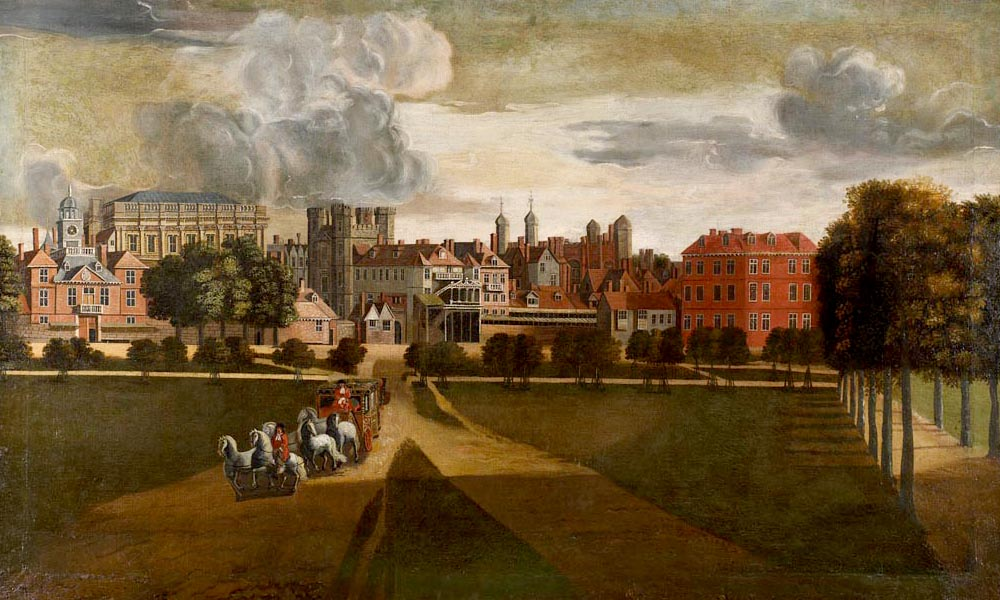
El antiguo palacio de Whitehall por Hendrick Danckerts, c. 1675. La vista es desde el oeste, en St. James's Park. Los barracones de las caballerizas están en el extremo izquierdo, con la Banqueting House, más alta, detrás. El edificio de cuatro torres a la izquierda del centro es la puerta del palacio, la "Holbein Gate".

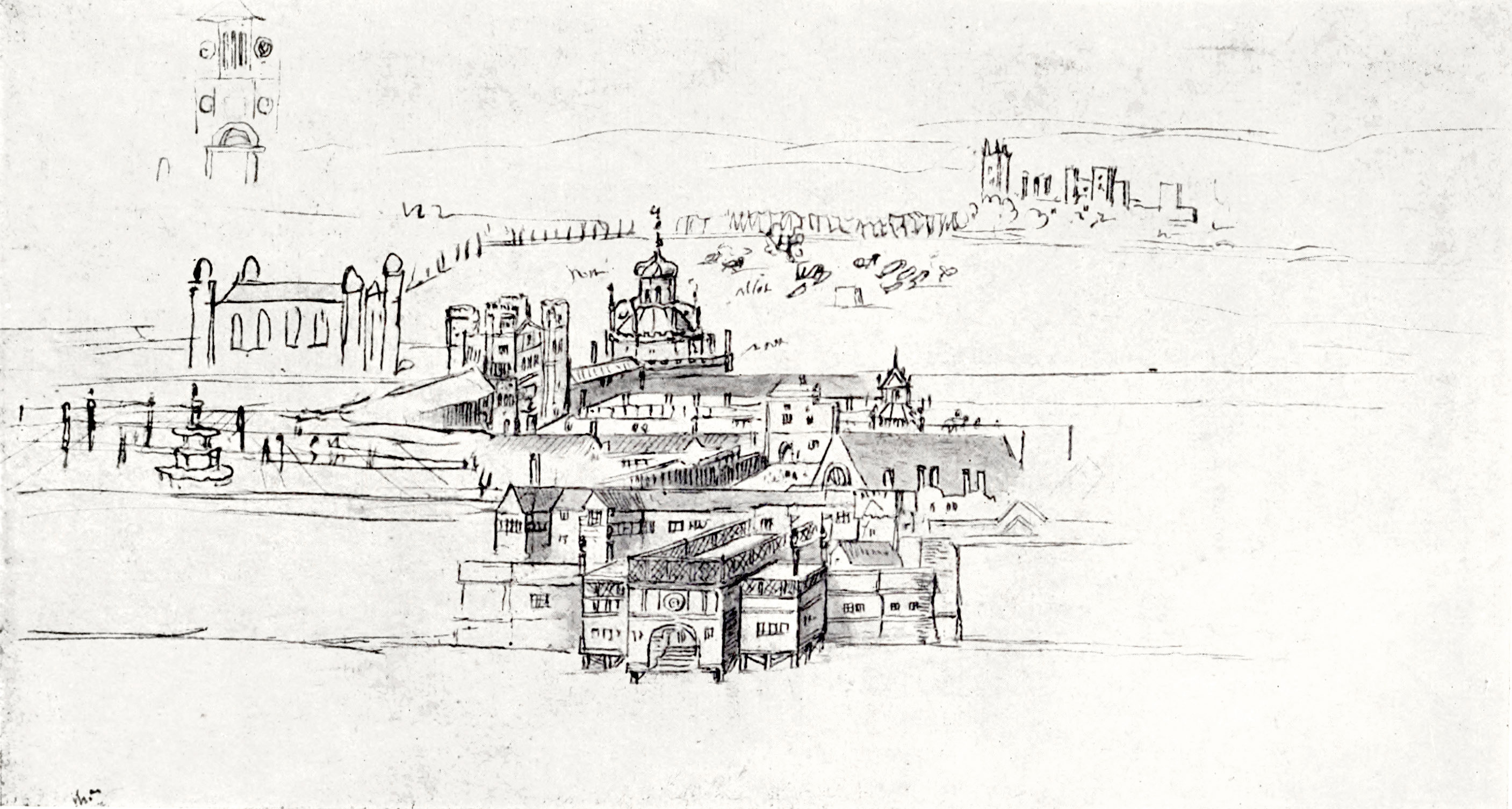
Un croquis del palacio de Whitehall en 1544, obra de Anton van den Wyngaerde.

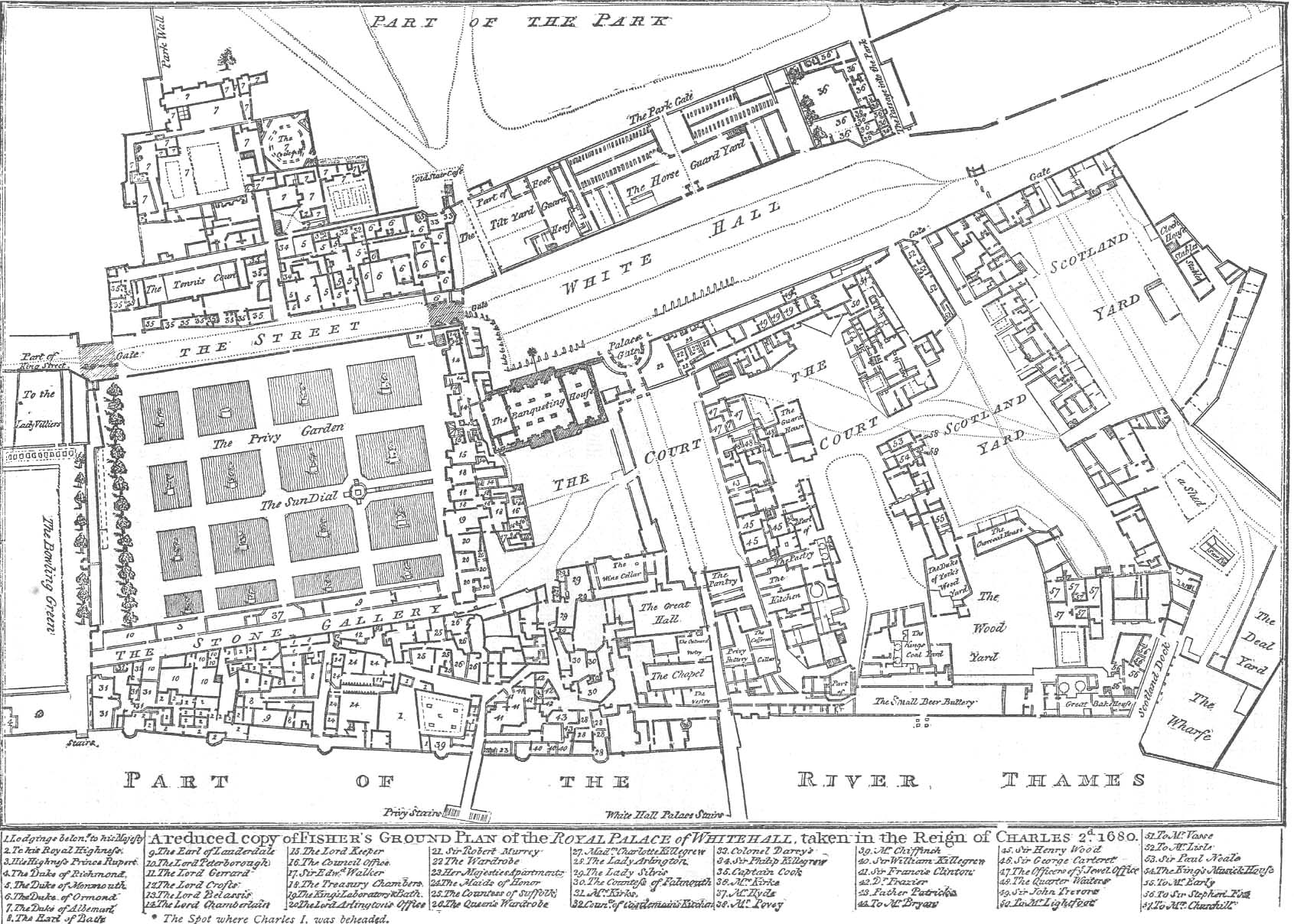
Planta del palacio de Whitehall en 1680.

Durante los primeros veinte años de su reinado, Enrique VIII no mostró interés alguno por la arquitectura. Sin embarco, con posterioridad, su mecenazgo se convirtió en la clave para la realización de los hitos arquitectónicos más importantes como el palacio de Sutton, iniciado en 1523, el hoy desaparecido palacio de Nonsuch, de 1530 y, sobre todo, el palacio de Hampton Court. A principios del siglo XVI, todos los principales palacios reales como Richmond, Whitehall o Greenwich se agrupaban en Londres y en sus alrededores, todos integrados gracias al río Támesis, que constituía el mejor medio natural de comunicación y un lugar recurrente para el ceremonial regio.
En concreto, el palacio de Whitehall se situaba frente al río, en el corazón de Westminster. Se sabe poco porque fue destruido en gran parte a lo largo del siglo XVII, pero le perteneció a Wolsey, como Hampton Court, hasta que en 1529 entregó todos sus bienes al rey. Anteriormente, no existía una rivalidad arquitectónica entre el monarca y su primer ministro Wolsey, ya que era de esperar que tuviera una residencia acorde al estatus que le correspondía como lord canciller, cardenal-arzobispo y, después de 1527, como legado papal permanente. Mas al no lograr el divorcio de Enrique y, siendo acusado de usar ilegalmente los poderes papales en Inglaterra, se vio obligado a renunciar a todos sus bienes. Enrique VIII convirtió el modesto edificio en un gran palacio y modificó su apariencia al cubrir la fachada con un revestimiento de ladrillo rojo. Whitehall fue el palacio más grande e importante al final de su reinado, con más de 1500 habitaciones. Sin embargo, Whitehall permaneció como una obra inacabada, formado por un complejo heterogéneo y caótico de distintos edificios. Enrique mandó construir nuevas habitaciones en el frente sur, al cual se accedería a través de una galería y una puerta a modo de arco de triunfo desde la King Street. En el extremo norte, construyó la edificación, en 1532, con las cuatro torres de esquina de piedra habituales dispuestas en un patrón a cuadros y con tondos de terracota vidriada que, posiblemente, contuvieron bustos, como en el Hampton Court de Wolsey. Esta puerta de entrada era conocida como The Holbein Gate y, el extremo sur de la misma calle se remató con otro arco, pero de un diseño diferente. Mantenían características tradicionales, como la abertura central para jinetes y las laterales para peatones, las torres de esquina o las típicas ventanas Tudor, pero, con poco más de diez años de diferencia, la decoración variaba totalmente. Las aberturas laterales de la segunda puerta estaban enmarcadas por pilastras dóricas y la planta principal mostraba otras dos pilastras jónicas, además de un entablamento completo y, por encima, dos torres circulares. La puerta contenía las habitaciones del rey, por lo que los londinenses entraban y salían de sus asuntos diarios bajo sus pies. Esta edificación se conoció como la King Street Gate y se construyó en los últimos años del reinado de Enrique. Estas puertas eran, esencialmente, arcos de triunfo y formaban parte de un camino procesional hacia Westminster. De esto modo, en las reuniones, el rey podía trasladarse de su palacio al parlamento, como si de un emperador romano se tratase.
A su otro lado estaría un centro de recreación, extensos jardines y un nuevo parque de caza. El esquema de Whitehall fue ideado por los albañiles John Moulton y Nicholas Ellis, con el maestro carpintero John Russell. Pero había un problema, Whitehall, a diferencia de Greenwich o Richmond, estaba en el centro de una ciudad y su ampliación obligó a comprar las propiedades privadas vecinas. El proyecto devoró más de 13 000 libras en los primeros dieciocho meses. Su nuevo ministro, Thomas Cromwell gestionó todo ello, acabó convirtiéndose en la clave de las ambiciones arquitectónicas del rey e inició un proceso de dieciséis años de construcción más o menos continua.
En lugar de que los alojamientos privados se apilaran en una torre o se separaran del resto por una barrera física, fueron colocados en fila en una galería e integrados en un solo edificio. Esta galería privada hacia el Támesis fue ricamente decorada con un techo de listones de madera con un patrón geométrico y un friso dorado. Al sur de la galería privada se distribuyó un tipo de jardín ornamental Tudor, sin árboles, que proporcionó un entorno magnífico para la corte. Los muros de la ribera fueron obras maestras de la ingeniería, con largos pilares de roble y hierro que se clavaron en la orilla y sobre los que se colocaron gruesas tablas de olmo que formaban la base para los cimientos de tiza y ladrillos rotos.

## El palacio de Nonsuch

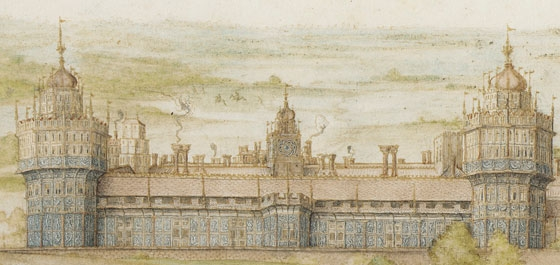
Detalle de la acuarela de 1568 de Georg Hoefnagel de la fachada sur del Palacio Nonsuch

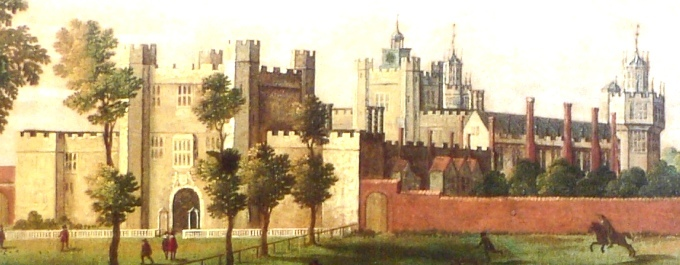
Una representación de principios del del palacio de Nonsuch

Otro de los palacios  reales de Enrique fue el de Nonsuch, totalmente desaparecido y cuya localización exacta se desconocía hasta su excavación en 1959, bajo la dirección de Martin Biddle. Su sitio se encuentra en lo que ahora es Nonsuch Park en los límites del distrito de Epsom y Ewell, en Surrey y el distrito londinense de Sutton. Su construcción comenzó en 1538, en el trigésimo aniversario de su acceso al trono, un momento simbólico, y en el que los ingresos de los monasterios suprimidos comenzaban a estar disponibles. Como otros grandes palacios, fue construido alrededor de dos patios, uno exterior y otro interior, y  se accedía a través de una portada con dos grandes torres octogonales cuyo cuerpo superior sobresalía con ventanales y acababa coronado por cúpulas bulbosas de plomo. Estas grandes torres pudieron haber sido un intento de emular el château de Chambord de Francisco I. A pesar de que en su may oría los artífices empleados en la edificación fueron ingleses, no hay duda de que se empleó extranjeros en acabados decorativos, muebles y fuentes.
El patio exterior de Nonsuch, con sus cuartos de servicio y cocinas, era de ladrillo y piedra, mientras que el patio interior estaba enmarcado en madera. Muchos edificios, como las galerías de Hampton Court y Whitehall, tenían marcos de madera, pero en este caso era en una escala mayor. Los paneles, sin embargo, se rellenaron con estuco moldeado y el marco se cubrió con tiras de pizarra tallada con reflejos dorados. Los constructores y arquitectos de Enrique VIII habían estado interesados en formas de construcción más rápidas y, si era posible, lograr efectos decorativos sin una laboriosa talla. Es por ello por lo que el estuco, llevado a Inglaterra a través de Francia por Nicholas Bellin de Módena, triunfó en Nonsuch con grandes paneles realizados a través de moldes con decoraciones repetitivas que se modelaban in situ.
El palacio estaba incompleto cuando en 1547 murió Enrique VIII. En 1556, la  reina María I lo vendió a Henry FitzAlan, 19º conde de Arundel, quien lo completó.  Regresó a manos reales en la década de 1590. Después de la victoria del Parlamento en la Guerra Civil inglesa, la finca Nonsuch fue confiscada y entregada al general Thomas Pride, quien la mantuvo hasta su muerte en 1658. El palacio fue devuelto a la Corona después de la Restauración inglesa en 1660 y siguió siendo propiedad real hasta 1670, cuando Carlos II se lo entregó a su amante, Barbara, condesa de Castlemaine. Ella lo derribó alrededor de 1682-1683 y vendió los materiales de construcción para pagar deudas de juego.

## Hampton Court

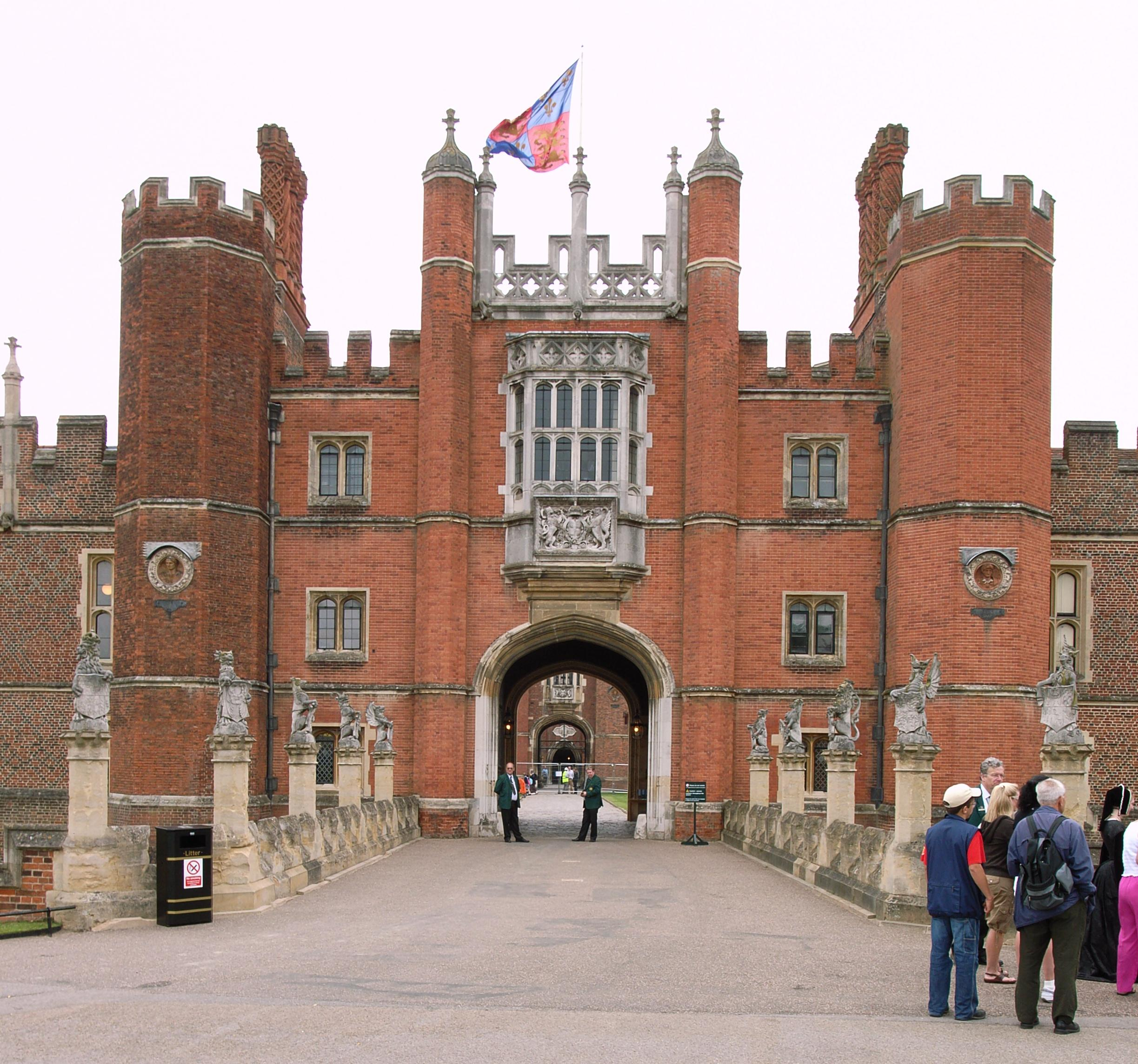
La Gran Puerta de Hampton Court

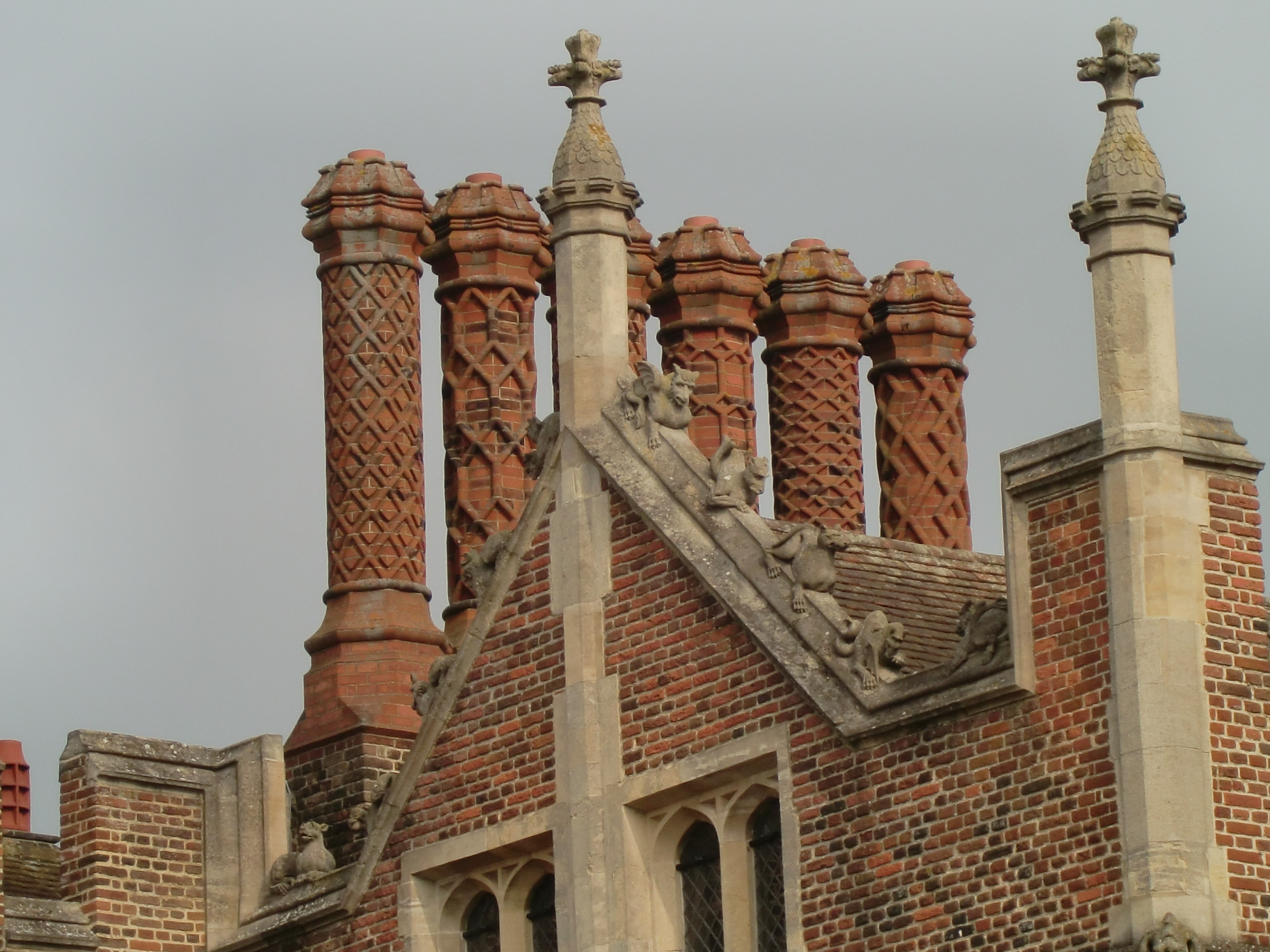
Detalle del techo y chimeneas - Palacio Hampton Court.

El palacio de Hampton Court es de todos el mejor conservado y del que se conoce en detalle todas las fases de construcción. Thomas Wolsey lo había alquilado en 1515 y era la primera casa que adquiría en privado, porque necesitaba un lugar de campo apropiado para el entretenimiento. Delegó su reforma en William Vertue, maestro albañil de Enrique VIII desde 1510, que había trabajado en Windsor, Westminster y en la King’s College de Cambrige.
Gracias a su administrador Lawrence Stubbs, Wolsey hizo reparaciones y mejoras en el palacio, con un patio completamente nuevo, the Base Court, al que se accedía a través de la gran puerta principal, cuyo foso rectangular muestra reminiscencias de la arquitectura militar. La entrada principal de Hampton Court daba acceso al patio interior, con aposentos a cada lado para el rey y para la reina y con una gran capilla en la parte trasera. Todo tenía un fuerte aire de palacio renacentista y estaba diseñado para impresionar. En el interior, las paredes estaban decoradas con la colección de tapices reales, los techos estaban cubiertos con las mejores sedas y, en cualquier lugar donde cupieran, había paneles de tela o de oro.
Wolsey agregó una nueva y magnífica amplia galería hasta el jardín hacia el sureste y, junto a la ella, en la fachada sur, situó sus propios aposentos, en cuyos techos incorporó sus insignias de cardenal, siendo una de las pocas muestras supervivientes de la decoración interior del palacio del cardenal. La galería, de 60 m de largo, se usaba para la conversación y el deleite de los jardines. Todas las dependencias quedaban distribuidas en torno a varios patios, según la tradicional y dispersa planificación de origen monástico que, en la distribución de sus diversos pabellones, habían seguido las universidades de Oxford y Cambridge. Era un conjunto fundamentalmente gótico, que encontraba su acomodo, sin embargo, en una serie de tondos de terracota vidriada que muestran bustos de emperadores romanos, siguiendo el nuevo estilo renacentista, y realizados por el escultor italiano, Giovanni da Maiano, ca. 1521 y el artesonado del llamado The Wolsey Closet, que, no obstante su intención alla romana, es una excelente muestra de carpintería tardogótica.

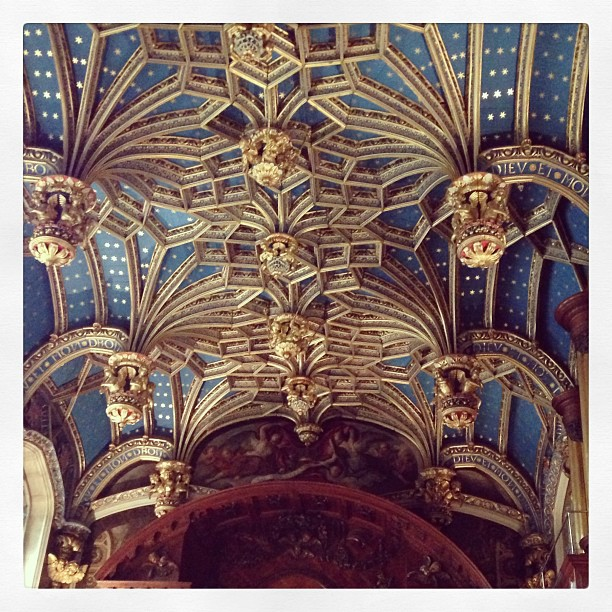
El techo de la capilla real de Hampton Court.

La segunda fase de construcción de Wolsey se llevó a cabo en el transcurso de seis años a partir de 1522. Amplió las cámaras de los aposentos convirtiendo todo el lado este en un bloque de hospedajes reales, construidos para entretener a la familia real, y distribuidos en tres pisos con una gran torre de escaleras. Los aposentos de la princesa María en la planta baja, los del propio Enrique en el primer piso y los de su primera esposa, Catalina de Aragón, en el último, donde se encontraban los apartamentos más espectaculares, con ventanas altas y anchas que daban impresionantes vistas del Támesis. Wolsey construyó, además, una magnífica capilla de doble altura, con una enorme ventana doble en su extremo este. La galería que formó la ruta real a la capilla aún sobrevive y se conoce como la Galería Hunted. Debajo había un claustro para sirvientes, que daba acceso al patio.
Wolsey destacó en su construcción por la alta calidad de los materiales y técnicas utilizadas. Los ladrillos no fueron uniformes de un lote a otro, variaron según la arcilla y el fabricante, lo que facilitar la identificación de cada período. Las cuentas escritas no han sobrevivido, mas ha sido posible conocer que los alojamientos reales, los suyos propios y la capilla se construyeron en una misma campaña, ya que comparten ladrillos similares. El ladrillo rojo suave de la construcción de Wolsey se mejoró con patrones a “pañales”, ladrillos en negro o quemados en exceso. Una sutil decoración que cubrió la mayor parte del palacio y que las reparaciones posteriores han borrado o echado a perder.
Enrique se hizo cargo del palacio en 1525 y, tras la caída de Wolsey, las insignias del cardenal con el sombrero y los querubines fueron cubiertas y remplazadas por las del rey, siendo redescubiertos en el siglo XIX. Junto a Ana Bolena, proyectó grandes extensiones que incluyeron el salón, la capilla, el jardín de Tilyard donde se celebraban las justas, la cancha de tenis y grandes cocinas. Mientras  Ana vivía, la arquitectura era una empresa compartida, y la pareja real se deleitaba estudiando minuciosamente los planes y visitando sitios de construcción. En Whitehall, las habitaciones de la reina y el rey no estaban juntas, pero aquí, por primera vez, las habitaciones reales estaban cerca y el desfile de despedida de noche al dormitorio de la reina llegó a su fin. Ana modificó el uso y disposición de sus alojamientos, permitiendo que el rey pudiera fácilmente ir desde su alcoba a la suya. Hampton Court se convirtió en la residencia real, por excelencia, extramuros de la ciudad debido al grado de privacidad que le brindaba. Allí, en lo profundo del alojamiento del frente este, rodeado por las damas de la reina, Enrique podía hacer lo que quisiera.

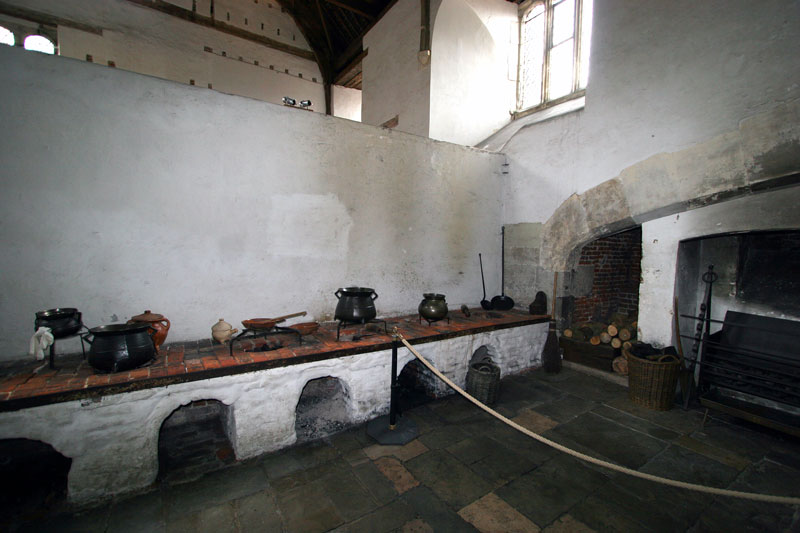
La gran cocina de Hampton Court

En 1528, el rey, junto con Moulton y Dickinson, ideó dos grandes proyectos para Hampton Court. La primera fase del edificio incluyó la construcción de las enormes oficinas para el personal, espacio para el Consejo Real y una torre de habitaciones privadas. Las oficinas, los lugares de trabajo, las despensas y las cocinas se organizaron cuidadosamente para ser lo más eficientes posible. La gran cocina tenía cincuenta estancias, tres bodegas y seis chimeneas. El agua potable llegaba gracias a una red de conductos subterráneos de ladrillos y tuberías de plomo que llegaban desde un manantial en Kingston Hill.
El gran salón diseñado por Wosley fue derribado en 1530 y el actual se construyó en 1532. Bajo la dirección de James Nedeham, el nuevo gran salón de Enrique VIII evocaba deliberadamente la tradición medieval, aunque las vidrieras y la puerta central fueron sustituidos del siglo XIX. Se convirtió en la primera estancia en la secuencia que conducía a sus alojamientos privados y su techo de madera es uno de los mejores ejemplos de hammer beam, a imitación del de Westminster, y simbolizaba la realeza, la antigüedad y la caballería. Fue realizado en su totalidad por artistas ingleses con un trazado gótico; su ornamento italianizante es obra de Richard Rydge, con labrados, dorados, policromados y las divisas de Enrique enlazadas con las de Ana en los dieciséis postes sobre las vigas-martillo, debajo de los escudos de armas reales. Como parte de la reconstrucción de la sala, una nueva escalera procesional proporcionaba acceso desde la entrada en el Base Court y el patio del reloj, hoy llamada puerta de Ana Bolena, y cuya nueva bóveda de piedra fue igualmente decorada con las iniciales de Ana y Enrique y, en su exterior, fueron emplazadas, a lo largo del puente que sobrepasa el foso, las icónicas bestias del rey.

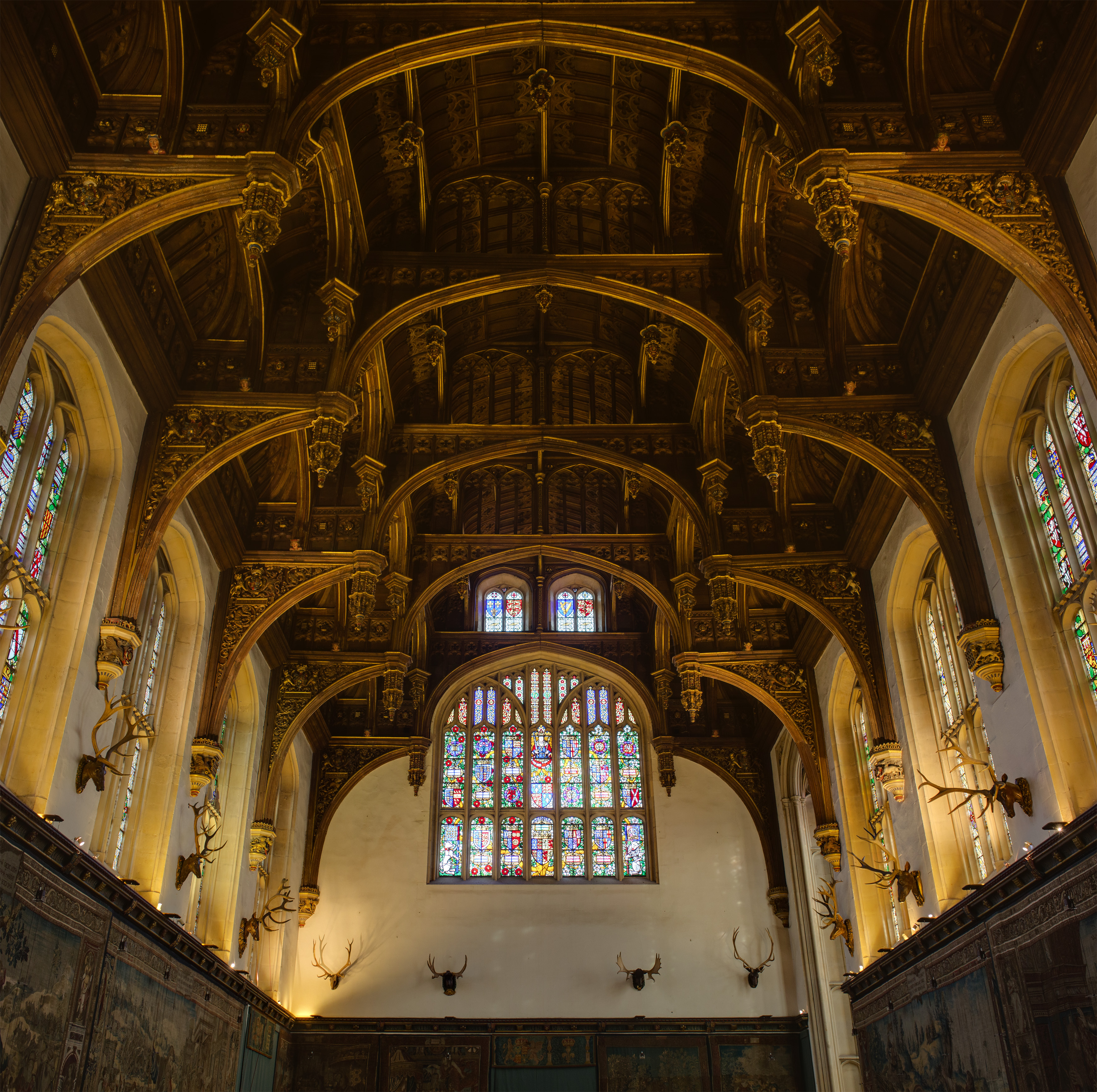
El Gran Salón de Hampton Court

El edificio fue diseñado para restringir el acceso al rey o la reina y canalizar la Corte hacia espacios apropiados. Una serie de largas cadenas de habitaciones, una que conducía a otra, funcionaba a modo de filtro. Los dos departamentos principales eran el del Lord Chamberlain, responsable del funcionamiento político de la corte, y el del Lord Steward, responsable del servicio. El centro de la vida de la mayoría de los miembros de menor rango de la corte era el Gran Salón y, para entrar en las habitaciones más importantes del palacio, los visitantes tenían que negociar el acceso en la Cámara de la Guardia. La sala siguiente era conocida en diferentes momentos como la Cámara de Audiencias, la Cámara Privada o la Cámara de Presencia, donde el rey o la reina se sentaban bajo un dosel y  eran presentados los embajadores. La siguiente sala era la Sala de Comidas, en la que el monarca podría cenar en público frente a un selecto grupo. Por último y antes de sus aposentos, el soberano podía retirarse de la presencia de todos menos los miembros de mayor rango de la familia real en la Sala de Retiro. A diferencia de Whitehall, donde había un alto grado de formalidad, en Hampton Court prácticamente desapareció ya que fue un palacio de placer, un lugar para la recreación y la relajación.
El segundo período fue el más activo de los diez años del programa de construcción de Enrique en Hampton Court: 208 trabajadores, 45 carpinteros, 70 canteros y 81 albañiles fueron empleados en el palacio desde 1535. Resulta fácil reconocer esta fase debido a que amplias partes fueron enmarcadas en madera, a diferencia de las construidas por Wolsey, todas de ladrillo. Esto se debió, sin duda, a la velocidad de construcción, pero también fue, como en el caso de su nueva galería, a razones estructurales. En este proyecto, Christopher Dickinson diseñó la nueva torre privada, la Bayne tower, para los alojamientos del rey, reformó la galería y creó una nueva frente a ella. En esta torre se ubicó su habitación y completó la secuencia de habitaciones: la Cámara de Vigilancia, la Cámara de Presencia, el Comedor y la Cámara de Retiro. Enrique VIII mantuvo la tradición medieval de poner sus alojamientos privados en una torre de tres pisos, con su Privy Closet, biblioteca y baño privado cuya techumbre blanca fue decorada con listones de madera dorada y con un friso de putti dorado y azulado con su lema en letras doradas. Los alojamientos del rey, al igual que la treintena de estancias dedicadas a la corte, eran más grandes y lujosas que las de Greenwich Palace.
Una vez que el monarca se percató de que estas habitaciones privadas se estaban volviendo menos exclusivas, decidió, a partir en 1537, la creación de un nuevo conjunto de alojamientos “secretos” que daban a los jardines. Las nuevas estancias de Enrique formaron el lado sur, conocido como Green Court. Tanto en el exterior como el interior se encuentran detalles de pan de oro, recubriendo cúpulas y paredes, estas últimas decoradas también a través de rojos brillantes, pero, en la mayor parte de las habitaciones, el dorado se focalizó en ciertos lugares, como puertas, quedando los muros libres para la correspondiente colocación de tapices.
En 1536, el rey comenzó la construcción de una edificación conocida como la Galería del agua, en el extremo sur de sus jardines junto al río. Este notable edificio fue parte del embarcadero y permitió que la barcaza real amarrara a cubierto. Desde esta terminal fluvial, una red de galerías cubiertas daba acceso directo a sus alojamientos privados y Enrique podía desembarcar en privacidad y comodidad. De igual modo, conectó con su jardín privado, el cual estaba formado a través de una serie de cercas enrejadas que creaban compartimentos dentro de los cuales se colocaban las plantas y flores, además, fue decorado gracias a una serie de bestias heráldicas montadas en postes. Este espacio, perfecto para la privacidad y el recreo, contó una edificación para banquetes con techos de cúpulas bulbosas.
Con el matrimonio del rey con Jane Seymour en 1536, comenzó una nueva serie de trabajos en Hampton Court. Las insignias e iniciales de Ana Bolena fueron borradas y reemplazadas por las de su nueva esposa y se inició un proyecto de ampliación de la propiedad adquiriendo unos 40000 acres del condado histórico de Middlesex y Surrey. Finalmente, en 1535, Enrique acometió su último gran proyecto de construcción en el palacio, la capilla, cuyo artesonado fue ricamente decorado por William Clement. Al igual que el Gran Salón, su techo tiene un gran número de elementos decorativos: armazones, bóvedas y colgantes decorados con ángeles que tocan trompetas. Los artesanos John Hethe y Henry Blankston agregaron color y dorado. Los componentes del techo se esculpieron en Sonning, varias millas más arriba del río Támesis, antes de ser transportados a Hampton Court y reensamblados allí. En días festivos, el rey escuchaba la misa desde su Closet, ya que daba directamente a la Capilla.

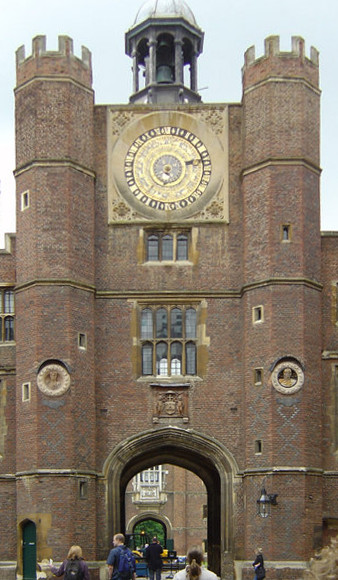
La puerta de Ana Bolena. La puerta de entrada Tudor y el reloj astronómico, hechos para Enrique VIII en 1540. Dos de los bajorrelieves renacentistas de Giovanni da Maiano se pueden ver en el ladrillo

En 1538, Hampton Court estaba prácticamente acabado y se había convertido en el proyecto arquitectónico más importante y caro de Enrique, costándole unas 62.000 libras entre edificios y mobiliario. No obstante, se hicieron algunas añadidos más, como el famoso reloj astronómico que da su nombre al Clock Court, datado en 1540, que tiene las iniciales inscritas de su fabricante Nicholas Oursian, gracias probablemente a un diseño de Nicholas Kratzer. En su centro tiene la tierra con el sol girando a su alrededor, mientras que las esferas exteriores muestran los movimientos de la luna y la cantidad de días desde año nuevo. Era capaz de determinar la hora de la marea alta, hecho importante para los viajes fluviales en el Támesis .
En la actualidad, Hampton Court cuenta con más de 1.300 habitaciones distribuidas en 2,4 ha en un complejo gigantesco de patios, claustros y cámaras. Son, en realidad, dos palacios: el edificio Tudor y el palacio barroco de finales del siglo XVII encargado por Guillermo III y María II, una reconstrucción inspirada en Versalles y ejecutada por Christopher Wren. Los edificios están ubicados entre jardines que incluyen el conocido laberinto. Desde 1838, cuando la reina Victoria lo abrió al público, Hampton Court se ha convertido en un imán para millones de visitantes tanto del propio Reino Unido como del extranjero.

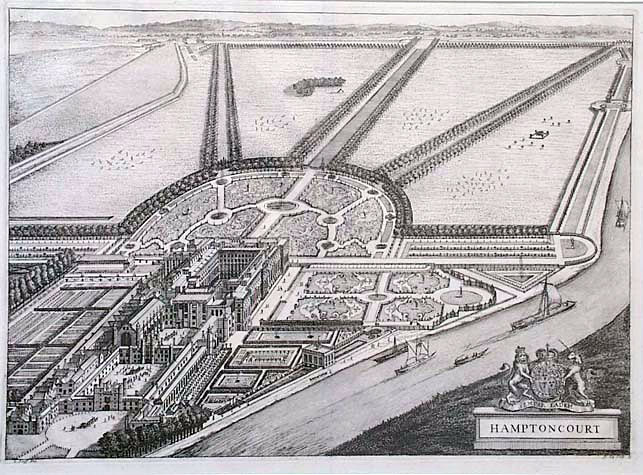
Hampton Court, 1708

## El estilo neotudor
En el siglo XIX, una mezcla libre de estos elementos góticos tardíos e isabelinos se utilizaron en hoteles y estaciones de ferrocarril, en un revival denominado neo-tudor, Jacobethan o Mock Tudor.
Los edificios estilo Tudor tienen seis elementos distintivos:
- half-timbering decorativo.[4]
- techos en pendiente abrupta.
- Prominente cruz hastial.
- Puerta y ventanas altas y estrechas.
- Pequeños paneles de cristal
- Grandes chimeneas, a menudo ornamentadas con volúmenes decorativos.